# Actinote melanisans
Actinote melanisans är en fjärilsart som beskrevs av Hayward 1935. Actinote melanisans ingår i släktet Actinote och familjen praktfjärilar. Inga underarter finns listade i Catalogue of Life.